# دونالد كانفيلد
دونالد كانفيلد (بالإنجليزية: Donald Canfield)‏ هو أحيائي وجيولوجي أمريكي، ولد في 14 نوفمبر 1957.